# Coupe latine de rink hockey 1957
Navigation
Coupe latine de rink hockey 1956 Coupe latine de rink hockey 1958
La Coupe latine de rink hockey 1957 est la 2e édition de la compétition organisée par le Comité européen de rink hockey. Cette édition a lieu à Bologne, en Italie du 14 au 17 décembre 1957. Le Portugal remporte pour la première fois ce tournoi.

## Déroulement
Les quatre équipes s'affrontent toutes une fois. 

## Classement et résultats
| Rang | Équipe   | Pts | J | G | N | P | Bp | Bc | Diff |  | Résultats |  |     |     |     |
| ---- | -------- | --- | - | - | - | - | -- | -- | ---- |  | --------- |  | --- | --- | --- |
| 1    | Portugal | 4   | 3 | 1 | 2 | 0 | 12 | 3  | +9   |  | Portugal  |  | 3-3 | 1-1 | 4-0 |
| 2    | Italie   | 4   | 3 | 1 | 2 | 0 | 8  | 4  | +4   |  | Italie    |  |     | 2-2 | 9-0 |
| 3    | Espagne  | 4   | 3 | 1 | 2 | 0 | 11 | 7  | +4   |  | Espagne   |  |     |     | 6-2 |
| 4    | France   | 0   | 3 | 0 | 0 | 3 | 11 | 7  | +4   |  | France    |  |     |     |     |

### Sources
- (pt) Cet article est partiellement ou en totalité issu de l’article de Wikipédia en portugais intitulé « Taça Latina de 1957 » (voir la liste des auteurs).